# Jeannette Wing

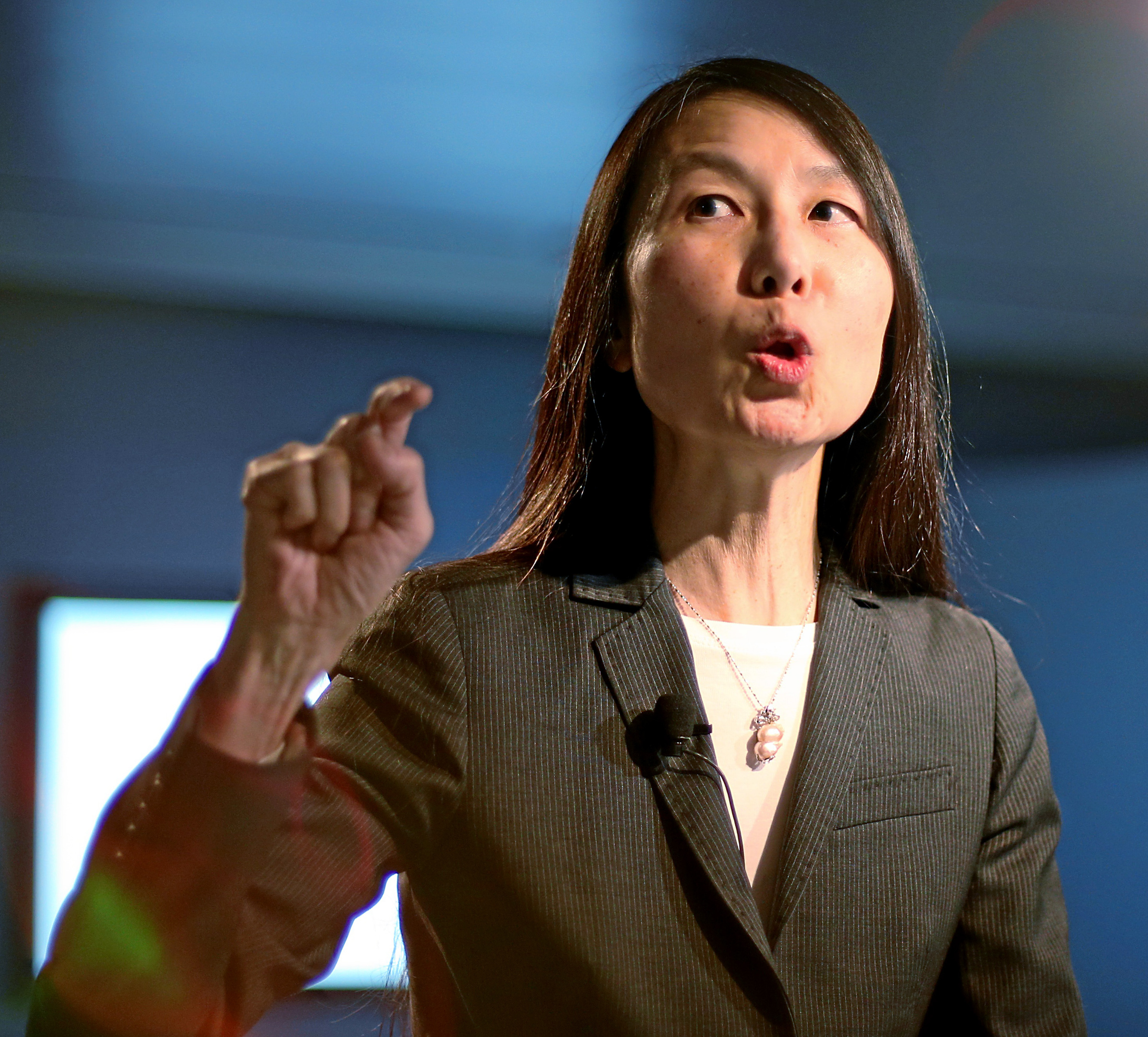
Wing während des WEFs 2013

Jeannette M. Wing (* 4. Dezember 1956) ist Professorin für Informatik (engl. Computer Science) an der Carnegie Mellon University. 1979 errang sie die Grade Bachelor und Master in Elektrotechnik und Informatik am MIT, ebendort erhielt sie 1983 einen Ph.D. in Informatik.
Bekannt ist sie unter anderem für die Ausarbeitung des Liskovschen Substitutionsprinzips, gemeinsam mit Barbara Liskov. Ihr besonderes Forschungsinteresse galt den Bereichen Spezifikation und Verifikation, nebenläufigen und verteilten Systemen sowie Programmiersprachen. In der Gegenwart ist sie mit Techniken und Werkzeugen zur Analyse der Softwaresicherheit beschäftigt; in diesem Themengebiet war sie unter anderem für ein Jahr bei Microsoft tätig. 2010 wurde sie in die American Academy of Arts and Sciences gewählt, 2024 zum Mitglied der National Academy of Engineering.